# Мак Гортон
Мак Гортон (англ. Mack Horton, нар. 25 квітня 1996, Мельбурн, Австралія) — австралійський плавець, олімпійський чемпіон 2016 року.

## Виступи на Олімпійських іграх
| Олімпіада           | Дисципліна             | Місце |
| ------------------- | ---------------------- | ----- |
| Ріо-де-Жанейро 2016 | 400 м вільним стилем   | 1     |
| Ріо-де-Жанейро 2016 | 1500 м вільним стилем  | 5     |
| Ріо-де-Жанейро 2016 | 4×200 м вільним стилем | 4     |
| Токіо 2020          | 4×200 м вільним стилем | 3     |